# Stethophyma lineatum
Stethophyma lineatum är en insektsart som först beskrevs av Scudder, S.H. 1862.  Stethophyma lineatum ingår i släktet Stethophyma och familjen gräshoppor. Inga underarter finns listade i Catalogue of Life.